# スパイラル 〜推理の絆〜の登場人物
スパイラル〜推理の絆〜の登場人物（スパイラル すいりのきずなのとうじょうじんぶつ）では、原作：城平京・作画：水野英多が担当する漫画作品『スパイラル 〜推理の絆〜』、それを原作としたドラマCD・アニメ・小説の登場人物について説明する。外伝漫画『スパイラル・アライヴ』のみの登場人物は該当記事を参照。
名前右の声優には、アニメ及びドラマCD『LIFE IS SPIRAL（ライフ・イズ・スパイラル）それさえも貴き日々で』においてそのキャラを演じた声優の名前を表記（いない場合は空白）。
さらにドラマCD『コミックCDコレクション スパイラル 〜推理の絆〜もうパズルなんて解かない』にも登場したキャラは"/"の後に続けて表記する。本文に関しては、特に記述が無い限り登場する各作品の時間軸での設定とする。

## 主要登場人物
鳴海 歩（なるみ あゆむ）
声 - 鈴村健一 / 石田彰
本編の主人公。月臣学園1年生。16歳。長めの茶髪の髪の毛と耳のピアスが特徴。兄と同様に整った顔立ちをしている。誕生日は、12月1日、血液型はAB型である。放課後は新聞部の部員として結崎ひよのと一緒にいることが多い。当初は「うるさい奴」程度の認識しかなかったひよのだったが彼女の精神的な強さと、どんな時も自分を信じてくれていることを受け、次第に大きな信頼を寄せるようになる。
初恋の相手である義姉のまどかと高級マンションで二人で生活している。趣味は料理でかなりの腕前。他にも推理力・判断力・洞察眼に優れており、学力や運動もそれなりに優秀であるが、協調性がない上に校内の事件にたびたび巻き込まれていることからクラスメイトからは距離を置かれている。
あらゆる事に神がかり的な才能を持った兄と酷似しているが、自分の才能をはるかに上回る清隆にあらゆるものを奪われてきたために、諦観し絶望している。幼い頃にはピアノに高い才能を発揮したが、実は兄が小さい頃に音楽界の神話とも言われたほどであることを知り、自分では絶対に到達できない演奏をした清隆が「これが人を感動させられる音楽か？」と否定したことで、歩はピアノを止めた。まどかは、清隆の妻であり歩からすれば義理の姉であるが、歩の初恋の人である。
実は清隆の「遺伝子的に同一人物」つまりクローンで、ただの弟ではなく「年齢に2桁もの差がある双子のテストボディ」であり、彼は母親によって清隆の身体にとって何が悪いのかを知るため、そして、最終的には、清隆が怪我をした際にはその部位を歩の身体から移植するために作られた存在であった。また、おそらく世界最初の人間のクローンであるために、寿命が極端に短く、二十歳になるまで生きられない身体である。
物語当初はあくまで偶然に巻き込まれる形で「ブレードチルドレン」の影がちらつく事件を解決していたが、清隆と似ている存在、つまり「神と似て非なる存在」として、浅月や理緒といったブレードチルドレンたちに狙われるようになり、ひよのに後押しされながら、嫌々ながら前を向いて向き合っていく。
最後に「神」であり自分の「オリジナル」である清隆との対決をし、勝利する。
2年後にはクローンである代償として身体の崩壊が始まっており、左手は動かなくなっている(本人は目も見えなくなる時があると発言している)。

鳴海 清隆（なるみ きよたか）
声 - 井上和彦
鳴海歩の兄で、鳴海まどかの夫。かつて警視庁に所属しており、ノンキャリアながら二十代で警部の地位まで上り詰め、名探偵と呼ばれるほどの人物。あらゆる事に驚異的な才能を持った存在。物語の冒頭で失踪する。
10代の頃は、自身の力を試すためにピアニストをしていたが、ドイツでの最後の公演にあたり、「ここは私の場所ではないようです」と言い放った後、鍵盤のふたで5本の指を叩き折り、自らピアニスト生命を断った過去を持つ。
成人した時に、自らの使命（自身の対極となる「悪魔」ミズシロ・ヤイバを殺害し、その影に至るまでを徹底排除する「破壊神」となること）を悟る。そしてそれを忠実に実行し、自らが決して果たすことのできない使命（ヤイバの弟ミズシロ・火澄を抹殺すること）を歩に果たさせるべく失踪し、秘密裏に行動を続けてきた。存続することで世界に多大な影響力を残してしまう自身の消滅をも望むが、人間離れした強運により他人から殺される事（火澄も例外ではない）も自殺もできないため、その役目も歩に果たさせようとしていた。
物語の黒幕的存在であり、ブレードチルドレン、歩と火澄のことをすべて知りながら、歩に自分を殺させるという、それだけのためだけにすべてを仕組み、終盤で歩と対峙して自身を殺させようとするが、すべてを理解した上での歩の選択によって死ぬことはできなかった。歩と別れた後に試しに拳銃自殺を図るも、やはり不発で失敗した。
小説『名探偵 鳴海清隆〜小日向くるみの挑戦〜』では主人公を務め、「現場を見ただけでほぼ事件の概要が分かる」という人間離れした推理力を持つ。そのときのあだ名は「警視庁の名探偵」。
ちなみに先天性無精子症であり、これは彼の生みだされた理由からヤイバのように世界の異端である存在を生みだすことのないようにするためである。
『スパイラル・アライヴ』での鳴海清隆
香介と亮子に、それぞれオルゴール連続殺人の始末を依頼する。雨苗家の事件の真実を知る唯一の存在。
高町亮子はスパイラル・アライヴ2巻で清隆を「警視庁の名探偵」、「神と呼ばれる者」、「ブレード・チルドレンを裁く者」などと呼んでいる。
香介に仕掛けた盗聴器で「ミカナギファイル」の情報を得ているが、「命を粗末に扱わせない」という理由でこの事実を伏せている。

結崎 ひよの（ゆいざき ひよの）
声 - 浅野真澄 / 川澄綾子
本編のヒロイン。歩と同じ月臣学園に通う高校2年生で、新聞部部長。肩にかかったゆるゆるの大きなお下げ髪が特徴。天真爛漫で礼儀正しく、行動力・精神力・情報収集力を兼ねそなえている。調べようと思えば調べられない情報は無いという、類稀なる情報収集・処理能力を持ち、集めた膨大な情報の大半を元に、本人曰く「カワイイお願い」(脅迫)や人捜し等を有料で行っているなど腹黒い所も。その情報は在学生の個人情報（スリーサイズ等の身体測定データも）、定期考査の結果・好きな人等の学内情報はもとより、警察の捜査資料といった非公開の内部機密文書まで様々である。口癖は「企業秘密です」。
一応歩より1学年先輩であるにもかかわらず、見た目は歩と同級生か年下くらいで、歩を「鳴海さん」とさん付けしている事などから、歩から年長者扱いされておらず、一貫して「あんた」呼ばわりされている。しかし、人とのコミュニケーションが下手な歩が家族以外で唯一頼れる存在でもある。性格は活発なおてんば少女あるが、敵にまわすと最強の敵になる怖い女性。歩の事が好きのようだが、無視され続けている。暴力は嫌いだが、カノンの手刀をかわし反撃するなど、その実力は底知れない。
カノン・ヒルベルトとの校内戦では、最終的に猫耳でカノンに詰めの一撃として麻酔銃を撃ち込むが、その前では後ろ向きな歩を殴って前を向かせ、歩に作戦を立てさせるための時間稼ぎのためにリストカットをしてカノンの足止めをするなど、歩のことを信頼して後押ししている。彼女は、歩の可能性を信じており、どのような絶望的な状況にあっても、彼の力を最後まで信じ通した。
実は「結崎ひよの」という人間は最初からこの世に存在しておらず、鳴海清隆によって用意された「切り札」であり、彼女が月臣学園に潜入するための偽名に過ぎなかった。なお、入学試験は他の学生と同様のものを受けたらしく、スパイラル・アライヴでは参考書を選ぶ姿が見られる。実年齢は不明で、本名も劇中で明かされることはなかった。ただし、歩に対する想いは本物だったようで、歩と清隆の決着の後に「あんた」から「あなた」と呼び方を変えられ、握手をして歩と別れた直後は思わず涙を流していた。
当初は『結崎ひよの』は歩を励まし、前向きにさせるための存在であると言う清隆の出まかせを鵜呑みにして彼の命令通りに動いていたが徐々に彼に騙されていたことを知り、カーニバル中香介達に「…ちょっと腹を立ててるだけです　神様気どりでみなさんを躍らせてる人に」と言うようになり、密かに彼に反旗を翻すようになった。2年後には歩を見舞いに来た清隆に「あなたなんかだいっきらいです」と言い放ち、清隆に感謝された。
『スパイラル・アライヴ』の結崎ひよの
謎の美少女占い師と名乗って伊万里の前に現れる。伊万里に雨苗の居場所を教えた。
だが、顔を出しても伊万里に「それほどでもない」と一蹴されてしまった。
その他にも伊万里に自分の自転車を貸したこともある。

鳴海 まどか（なるみ まどか）
声 - 三石琴乃/同左
歩の兄・清隆の妻で、職業は警視庁の警部補である。旧姓は「羽丘（はねおか）」。長い黒髪が特徴。誕生日は、2月2日のみずがめ座でA型。本当は優しい女性であるが、プライドが高く、歩と喧嘩することも多い。全ての家事は歩に一任している。
歩からはずっと想いを寄せられていたが、本人から告白されるまでは全く気づかなかった。暴力的な一面も持っており、しょっちゅう清隆を攻撃していた（小日向くるみ曰く、好きな人に対する照れ隠しに過ぎないとのこと）が、彼に対する想いは本物であり、彼が失踪した時には歩が家にやってくるまで風呂や食事はおろか、一人で用を足す事さえもままならない状態であったという。
ノンキャリアでその年齢で警部補に上り詰めたこともあり能力的には高いのだが、詰めが甘いために、最終的には歩が事件を解決する。清隆と歩が外見だけでなくその才能が似すぎていることを知っており、また、歩の危うさもまた危惧している。
歩の最も大切なものであるために、歩にとっては鍵となる人物である。清隆が裏で言いふらしたために、歩に関わってきているブレードチルドレン関係の人間は大概、歩の初恋の相手で大切なものがまどかであることを知っており、カノン編ではまどか本人のみがその事実を知らなかった。カノン編の後で、歩から告白されてようやくそのことを知る。
単行本のあとがきによると、当初はまどかがメインヒロインとなる予定であり、ひよのはサブキャラクターを想定していた。
『スパイラル・アライヴ』の鳴海まどか
本編の登場人物では唯一第1巻より登場している。
清隆と結婚して3か月という日の浅いためか、斉木に旧姓である「羽丘」と呼ばれたこともある。昔は清隆の部下だった。

ミズシロ 火澄（ミズシロ ヒズミ）
ミズシロ・ヤイバの弟で、鳴海歩と対極の存在。歩と同じ16歳で、髪色はミントグリーン。陽気で、社交性の高い人物だが、その心の奥には深い孤独感を隠している。大阪弁を話す。ハーモニカが得意で、歩との初対面時にも吹いていた。歩と同様に兄のヤイバとその外見および才能は酷似しているが、歩と異なり壁となる兄とは別に育てられたために、自信がありいつも明るい。しかし、歩よりもはるかに暗い絶望の中にいた。
実は、ブレードチルドレン計画と並行して行われた実験により生みだされたヤイバの「遺伝子的に同一人物」、つまりクローンである。
ヤイバが死亡した際に、ブレード・チルドレンを守る人々「セイバー」の夫婦に育てられ、10歳の時に自らの出生の秘密を知り、しばらくした後に鳴海清隆の手によって保護された。だが、彼は自身の運命を呪うことなく、ヤイバから受け継いだ力をブレード・チルドレン救済のために使うため、13歳の時に遺伝子研究で有名な大学へと入学した。しかし、そこで火澄は自分の限界と真実を知り、一気に絶望へと叩き落されることになる。
世界最初のクローン体であり、歩とセットで絶望の両翼で、ブレードチルドレンを救う以前にヤイバのように悪魔になる前、つまり成人するまでに生きられない存在だった。また、その特異性により、自殺や普通の人間に殺されることはできず、彼を殺せるのは対の存在である歩だけ（前記の通り「神」にあたる清隆も不可能）であり、それを悟る前に彼は何度も自殺を試みている。全てを知った後で、唯一世界で同じ存在である歩に希望を見出し、歩に接触してきた。歩と一緒に生活して、楽しい時間だと感じていたが、歩にブレードチルドレンよりも自分を選ばせるためにカノン・ヒルベルトに自分と歩の真実、つまり、自分たちはクローンであり歩は決してブレードチルドレンの救済者足り得ないことを教えて殺害する。しかし、清隆の思惑をすべて見通した歩は自ら世界で唯一自分と同じ存在である火澄を、殺すことも一緒に歩むこともせず、捨てるという第三の選択肢を選んだ。火澄は歩が去った後で、タワーから飛び降りるが、やはり悪運で死ぬことは叶わず涙を流しながら空を仰いでいた。
後に歩のためにクローンの延命治療の臨床試験の実験体として志願し、本編から2年後の最終話で遂に息を引き取った。
アニメ版ではカノン編で物語が終了したため登場せず、自身やヤイバについて言及される事もなかった。
ミズシロ・ヤイバ
全てのブレード・チルドレンの父親にあたる人物である。
ブレードチルドレンに関わる全ての事象の原点に位置し、鳴海清隆と対極の存在で「悪魔」として認識されている。両親は日本人で、生まれつき右の肋骨が一本欠けている。23歳の時、自らをリーダーとする「騎士団（ナイツ）」を結成し、活動内容は不明瞭ながらもその才覚で政財界をも取り込み組織とその影響力を拡大、26歳にして世界の黒幕的立場になる。ブレード・チルドレン計画の発案者であり、29歳でそのプロジェクトを立ち上げた。天才的能力を持った自らの血を広げることで、創造主が自らに託した任務・旧人類の抹殺を成し遂げようとしたが、鳴海清隆によって殺された。

## ブレード・チルドレン
「ヤイバ（刃＝ブレード）の子供たち」。全員が異母兄妹であり、父親はミズシロ・ヤイバ。ミズシロ・ヤイバの血縁である証として、生後間も無く右の第七肋骨が1本手術で切除されている。
出生時点で80名存在し、ほぼ全員がヤイバ同様の全般的に優秀な能力を持っているが、それゆえ現在の凡庸な人類を滅ぼして取って代わる可能性を危険視され、ハンターにより次々と抹殺されている。全員ほぼ同時期に誕生しており、日本においては全員同学年（本編時点で高校2年生）。
アイズ・ラザフォード
声 - 石田彰 / 佐々木望
ブレード・チルドレンの一人。イギリス人と日本人のクォーターを名乗る。常に冷静沈着で落ち着いており、いつの間にか彼と行動を共にするブレード・チルドレンの中のリーダー格になっていた。作中に登場するブレード・チルドレンの中では、唯一彼らを救うための組織「セイバー」に所属している。
公的な身分はピアニスト。容姿は銀髪をセミロングにしている。いついかなる時にもその冷静沈着な態度を崩さず、一見無感情にも見えるが、仲間たちへの思いやりは深い。また、作中では何度か、激情に駆られたこともあった。ピアニストという、身体（特に指）を大事にしなければならない職業についてはいるが、相当な場数を踏んできたようであり、かなりの気迫を発することがある。カノンとは幼なじみであり、兄と意識したことはなくても無意識のうちに兄弟として甘えていたのかもしれないと述べている。
清隆に火澄の存在を知らされており、つまりは、ブレードチルドレンが救われない存在であることを知らされていたが、そのことを誰にも打ち明けることなく、ただひたすらにその誰もが知らないことをただ一人知る孤独の中で、希望を願い続けた。
物語の序盤から登場し、歩のことをカメラで名指しで呼び出し、彼の傷の象徴でもあるピアノを弾かせようとしたり、自分のコンサート会場に亀の魔方陣の爆弾をセットし歩に挑ませた。その後は、交渉が決裂した今里を殺させたり、理緒の見舞いなどや歩の帰り道で姿を現した。カノンとの交渉決裂に際し、浅月の学園入学と有能で信用できるブレードチルドレンである高町亮子の引き入れを行いカノン来日に備えていた。空港でカノンを出迎えたところ、彼にナイフで刺され意識不明の重体に陥る。その後回復し、月臣学園校内に歩を人質に籠城したカノンを止めるため、まどかを伴って学園に向う。その後はカノンと和解した。火澄の登場と彼によるカノン殺害によって、アイズは火澄の目的と彼の隠していた歩と彼の真実から歩が自分たちよりもはるかに救われない存在であることを知らされる。歩の火澄との離別の後、歩の提案を受け入れる。
一年後には、ピアニストとして各地を回り、精力的に活動している。
『スパイラル・アライヴ』のアイズ・ラザフォード
ピアニストとしてデビューしたばかり。シェフィールド博士の拠点を襲撃したカノンを匿う。

浅月 香介（あさづき こうすけ）
声 - 草尾毅/同左
ブレード・チルドレンの一人。残虐・挑発的・約束は守らない等と、一言で言えば「嫌な奴」。だが、それはあくまで敵に対しての態度であり、本質は非常に仲間想いで義理堅い。中学時代に教師相手に傷害事件を起こし、以降行方不明となっていた。同じブレード・チルドレンの一人である高町亮子とは幼馴染。
赤紫の髪を四方八方に逆立たせている。銃の扱いやピッキングなど、様々な技術を持っている。常に挑戦的な態度を崩さないが、仲間たちの前では冷静となりリラックスしている。
亮子は彼にとっては特別な存在のようで、非常に大切に思っている。「せめて亮子がブレード・チルドレンではなかったらな…」と血縁関係にあることを煩わしく思っており、恋愛にも近い感情を抱いている様子である。
当初は歩を殺そうとしていたが、彼の可能性を認め最終的に彼を信頼し、歩の提案を受け入れており、最終話まで生き残った。呪いの影響でいつ死んでも良いという生き方を選んだ他のブレード・チルドレンたちとは対極的に、呪いに打ち勝ったブレード・チルドレンが居てもいいという考えから自分を信じ進学する大学に対してものんびり決めようとしているようである。
中学時代に行方をくらまし、あちこちを転々としていたために、月臣学園入学後は亮子のうちに転がり込み、一緒に生活している。
『スパイラル・アライヴ』での浅月香介
黒髪で登場（画面の構成上の問題）。2巻以降の主人公。『ブレード・チルドレン救済計画』のため海外にいたが鳴海清隆の依頼で日本に帰国。亮子とともに、オルゴール連続殺人の始末をつけることになる。
なお、『スパイラル･アライヴ』の香介は本気になると、どんなことがあっても捨て身の状態になる。そのため死ぬことは頭の中にはない。それどころか生き残ることすら考えようともしないほどの状態。捨て身のため、何を仕出かすかわからない面を持つ。
雨苗雪音（シャーロット）から「ミカナギファイル」を託されたただ一人の人物。
実際は清隆が盗聴器を香介に仕掛けていたためミカナギファイルの情報は清隆へ筒抜け状態だったが、「命を粗末に扱わせないため」この事実は伏せられている。

竹内 理緒（たけうち りお）
声 - 堀江由衣/同左
ブレード・チルドレンの一人。幼い容姿と、少々ドジな一面、さらに「はう〜」という感嘆符を多用する所から、いわゆるロリキャラ的な扱いを受けている幼女であるが、れっきとした高校2年生であり、生まれは亮子よりも早い。一見すればブレード・チルドレンとは到底思えないが、有事の冷静さや判断力、さらに爆弾関連技術の高さは、間違いなく場数を踏んだ者の証である。
灰色がかった髪（作者はピンクにしたかったらしい）をツインテールにしているが、入退院を繰り返したため、髪をおろした姿も同じくらい多い。爆弾の扱いに秀でており、その高い技術から、「破壊の魔女」「爆炎の妖精」などと呼ばれている（鳴海清隆はこれになぞらえて「爆裂ロリータ」と呼んだことがあるらしい。なお理緒自身は「言われていない」と反論している）。最終話で地雷撤去の活動をしている。空港でアイズと再会した時に彼の口から仕事場の周りの人から「荒野の小妖精（ブラウニー）」と呼ばれていたことがわかった。好物は網目模様のマスクメロン。誕生日は10月26日。
高町亮子同様に私立月臣学園高等部に在籍していた。普段の行動は周辺の生徒とは何ら変わらないようで、犬に追われている所を鳴海歩に目撃されたのが初登場のシーンであった。退院したとき歩が料理の説明をしていると「お嫁さんに欲しい」と心のなかでぼやいていた。
清隆を信奉しており（彼を「様」付けで呼ぶ）、清隆が（そして、彼によって成長した歩が）ブレードチルドレンの救うことを信じている。歩や清隆、ひよの等ブレード・チルドレン以外の人物には敬語で接している。
物語の序盤から浅月のあとに登場し（亀の魔方陣の爆弾は彼女の手製であるが）、歩に情報を与えようとした元ハンターのウォッチャーである学園教師今里を校内で殺害する。その手口と現場の状況から歩により追いつめられる。しかし、歩が予想したものの、実行しがたいために机上の空論としていた行動をとり、歩の包囲から逃れる。その自分を死にかけさせる方法に半ば衝撃を受けた歩が、追い打ちとして病室に現れる。それを予期し、浅月とともに正体をバラして命をかけた勝負をもちかけ、半ばすべてを看破しながら自分を信じられない歩に勝利するが、ひよのによって覆される。今里を殺したと喋ったところをひよののテープレコーダーによって録音され、ひよのを人質にとる。歩の持ちかけたテープとひよのの交換を兼ねた勝負を行うも歩の知略に敗北する。しかし、逆にそこから歩に希望を見出す。その後、傷が開き入院していたが、カノンの来日とともに殺されかけたために、病院を出て学園に復帰した。カノンと銃撃戦を繰り広げ、校内銃撃戦の終幕後はカノンとの戦闘の傷により病院にいれられる。
一年後は、歩の出した打開策を受け入れながらも、自分が運命に負けて殺されてもいいように生きた証を残そうと学園を中退し、各地で爆弾撤去を手伝っている。
『スパイラル・アライヴ』での竹内理緒
清隆秘蔵のブレード・チルドレン。浅月曰く「人間火薬庫」で一部の者から「魔女」と呼ばれる存在。『推理の絆』と同じく爆弾の扱いに秀でているが、「周りがうるさい」と感じると手榴弾やスタングレネードを普通に使う。清隆と共に暗躍し、キリエとも任務上の同僚として接している。
本作で高町亮子と初めて顔を合わせている。1ヶ月違いで亮子より年上。

カノン・ヒルベルト (Kanone Hilbert)
声 - 野島健児
ブレード・チルドレンの一人。ドイツ人とのハーフ。
普段は温厚だが、ブレードチルドレンにしてハンターであり、目的を果たす為なら手段を選ばない冷酷さを秘めている。だが亮子曰く「神経が細く繊細」で、見境なく人を殺す悪魔になることや自分の卓越した殺人の技術を恐れていて、また、誰よりも人の命の重さ・殺人の取り返しのつかなさを知っている。アイズ・ラザフォードとは親しい間柄で、純粋な兄弟のように接していたという。昔はアイズや理緒達と共に戦っていたが、火澄に会い、救われることのないブレードチルドレンの存在に絶望。清隆の説得にも耳を貸さず（これは実は、むしろそうなるように仕向けたという方が正しい）、ハンターとなる。ブレードチルドレンを殺そうとしているのも彼らを救おうとしての行動で、そこには確かに彼なりの優しさ・仲間への強い愛情が存在している。
普段は温厚だが、戦闘時には圧倒的な身体能力・判断力・敵の攻撃に対する条件反射を振りかざし、頭も切れるために、本作に登場するキャラクターの中でも、最強の戦闘能力を発揮する。
ブレード・チルドレン以外の者は殺さないという頑強な信念を持っている。前述の通り襲いかかってくる敵には無意識に反撃態勢を取るが、その対象が自分の中では「殺してはいけない」人物（歩などのブレード・チルドレン以外の者）だった場合、意識的にその反撃態勢を止めようとすることがあり、そのとき一瞬だけ隙が生まれる。
物語では、登場するのは中盤で亮子が登場してからであり、来日して空港で出迎えたアイズをナイフで刺した。さらに、ブレードチルドレンが意図的に集められた月臣学園に入学し、同じくブレードチルドレンと敵対している歩に（とは言え、歩側からすればそう積極的ものではなく、あくまで命を狙われての消極的な敵対である）手を組むように持ちかける。そして、その日のうちに、入院中の理緒の病室を訪問し、彼女を殺そうとする。これは、予感していた亮子とともに来たひよのによって阻止され包囲されるも、機転によってその場から逃げ去る。その後、しばらくは普通の学生を演じていたが、絶対に殺したつもりだったアイズが意識を取り戻したことにより学園で歩を撃ち、人質にとる。学園上層部のウォッチャーたちと交渉し、学園のブレードチルドレンを一か所に集めて爆発物で殺そうとし、それを止めようとする理緒、浅月、亮子と銃撃戦を繰り広げ、その圧倒的な戦闘能力で三人を圧倒する。その後、病院からやってきたアイズと、理緒らに助けられた歩、そして、まどかを交え戦い、最後は歩の知略によって敗れる。歩に敗れてからは（命を救われたという面もある）、監視下に置かれ大人しく暮らしていたが、火澄の来訪と彼の口から語られた真実により、清隆の意図を知り絶望するも、歩への希望とするために火澄に殺される。彼の死こそが、火澄と歩の道を分ける決定的なものであり、歩にもまたその後の選択を含め影響を与えた。
「ガン・ウィズ・ウィング（翼ある銃）」というあだ名を持っている。
アニメ版ではラスボス的なポジションであり、生存している。
『スパイラル・アライヴ』でのカノン・ヒルベルト
香介とイギリスで行動を共にしていた。本作の時点では、まだイギリスに留まっている様子。そして、清隆の命令によりシェフィールド博士の拠点を襲撃した。

高町 亮子（たかまち りょうこ）
声 - 加藤ひとみ
ブレード・チルドレンの一人。明るくさばさばとした性格。同じくブレード・チルドレンの一人である浅月香介とは幼馴染み。11月生まれ。
茶髪をボーイッシュな髪型にしている。普段は水色のジーパンをはいている。陸上部の所属で、高校新記録を2年連続で更新するほどの運動能力の持ち主。他のブレード・チルドレンとの最大の相違点は「殺るくらいなら殺られるほうがマシ」ということを信念としていることである。
理緒の話では月臣学園への入学は望んでいなかったようで、学園の存在理由を明かされた上で強制的に入学させられている。
香介のことを慕っており、大切に思っている。また、香介を仲間に引き入れ人殺しにしたアイズに対してはいい感情を持っておらず、アイズに激しい怒りをぶつけたことがある。
『スパイラル・アライヴ』での高町亮子
2巻からのヒロイン。陸上部所属。香介と同じく清隆の依頼で、オルゴール連続殺人の始末をつけることになる。
鳴海清隆がハンターに「日本国内では高町亮子に手を出すな」と命令していたため、危害は全くと言っていいほどなかった。

白長谷 小夜子（しらながたに さよこ）
声 - 中原麻衣
ブレード・チルドレンの一人だが、記憶を失っているため、本人はそれを知らない。内気な性格だが、記憶を失う以前はもっと酷い引っ込み思案だったらしい。度重なるハンターとの抗争の中で精神が極めて不安定になっており、飛び降り自殺を図ったのが記憶喪失の要因となった。野原・辻井・小夜子の3人と、アイズら前述の5人との間にブレード・チルドレン以外の接点はない。
アニメ版では原作での宗宮可菜のポジションで登場（同じトリックで殺されそうになるが生存）。
原作では一回きりの登場であるにもかかわらず人気投票では高い順位にいた。また、アニメ版でも、カノンに爆弾が入った箱を持たされたりと（実際は、爆弾は入っていなかったが）、もう一度登場しており、学生生活の様子からはブレードチルドレンらしく優秀であることがうかがえる。
野原 瑞枝（のはら みずえ）
歩の前に最初に姿を現したブレード・チルドレン。気の強い、というよりキツい性格をした少女。騎士団（ナイツ）メンバー・園部隆司の殺人未遂現場を友人の宗宮可菜に目撃されたため、彼女を自殺に見せかけた方法で殺害する。その後は死亡を装った後で、ブレード・チルドレンと接点のあった白長谷雷造にかくまってもらう予定だったが、ブレード・チルドレンの一人であった辻井郁夫に本当に殺害されてしまった。
辻井 郁夫（つじい いくお）
野原とバイト仲間だったブレード・チルドレンで、宗宮に想いを寄せられていた人物。実は彼自身も宗宮に対して好意を抱いており、野原が彼女を謀殺した事を動機として彼女を殺害する。

## 警察関係者
和田谷 末丸（わたや すえまる）
声 - 島田敏
まどかの部下にあたる刑事。物語開始当初は自分なりに推理を組み立てることもあったが、どれもこれも的を外れたものとなっている。ひよのに脅迫ネタを握られている人物の一人。若く見えるが、アニメで実は30代であったことが発覚。同様に、まどかの酒癖の悪さに振り回される姿も確認されていた。妻がいるらしく、まどかに振り回される際に電話をするシーンも。
斉木 享（さいき とおる）
警視庁捜査一課の刑事。本編には登場せず、『スパイラル・アライヴ』と『外伝 名探偵鳴海清隆 小日向くるみの挑戦』（小説『外伝小説 名探偵 鳴海清隆〜小日向くるみの挑戦〜』のコミック版）に登場する。
『スパイラル・アライヴ』ではオルゴール連続殺人事件を担当する。清隆に猜疑的で「むしろ悪魔だ」と評しており、清隆の前でも指示に従いつつもその様子を隠すことなく「何でも知ってて何でもわかってそれで生きてて楽しいか？」と問う場面もある。清隆からの情報で雨苗を逮捕するが、その後警察内でこれ以上追求するなと通達が出た後もオルゴール連続殺人事件を追い続ける。物語が進むごとに出番が少なくなる。

## 小日向グループ関連
世界的影響力を誇る財閥グループ。小日向くるみの祖父・小日向紋十郎が総裁。世界事情の裏を垣間見るグループである。
小日向 くるみ（こひなた くるみ）
小説『外伝小説 名探偵 鳴海清隆〜小日向くるみの挑戦〜』の準主人公にして語り手。16歳の高校生だが、既にアメリカの大学を卒業済み。祖父によって勝手に清隆との婚約を取り決められるが、「清隆が自分の夫に相応しくないと言うのなら、彼の得意な推理で勝負し敗北させることで、それを証明してはどうか」と持ちかけられ、その条件をのむ。以来、「恋愛の自由」を守るため、幾度と無く清隆に勝負を挑むが、ことごとく負け続けている。ひよのと並び、清隆を否定した数少ない人物。清隆の弟である歩を不気味に感じており、普通ではない鳴海兄弟と関わりたくないと思っている。
清隆や祖父よりも良識的ではあるが、プライドが高いためか結構口が悪く、当時小学生の歩相手に大人げない高圧的な態度で接することが多かった。
最終的に、清隆がすぐ終わらせることが自分との勝負を延々と長引かせていた理由を悟り、「お前は最低の人間だ」と清隆に言い放ち、逆に清隆に敬意をはらわれた。
小日向 紋十郎（こひなた もんじゅうろう）
小日向グループ総裁にして、くるみの祖父。元騎士団（ナイツ）メンバー。
小日向に清隆の血を入れようと悪だくみし、強引に孫娘のくるみと清隆を結婚させようと画策した。
八島 いずみ（やしま いずみ）
くるみの通う高校の国語教師で、くるみのクラスの担任兼監視役。
清隆と高校時代同級生で、彼に振り向いてもらうために骨折や自殺未遂までやってのけた。

## 騎士団
元々は、ヤイバの下に集まった集団。ヤイバの真の目的が分かったときに「ハンター」「ウォッチャー」「セイバー」に分裂した。

### ハンター
ブレード・チルドレンを暗殺するための組織
園部 隆司（そのべ たかし）
声 - 小野坂昌也
アニメと原作で、設定が大幅に異なる。共通する設定は、ハンターであり、負傷させられ、浅月によって殺される人物ということである。
原作では、初老の男性で、ブレードチルドレンである野原を殺害しようと襲うが返り討ちにあう。ここでは死亡に至らなかったが、その後、浅月によって刺殺される。
アニメでは、月臣学園の新任教師で、小夜子を原作における宗宮の殺され方で殺害しようとするが、結局重体に留まってしまう。アララギ館における事件との関連性を持たせようというスタッフの意向による結果らしい。その後、小夜子を守ろうとする使用人の初山レイ子によって重傷を負う。入院中に、浅月によって転落死させられた。

### ウォッチャー
ブレード・チルドレンを観察するための組織
土屋 キリエ（つちや キリエ）
ウォッチャーの構成員。本人曰く「頭も良ければ器量も良い27歳」。性格的には鳴海まどかと微妙に似通っている。アニメ版には登場しない。
カノン・ヒルベルトの暴走の際に現場に駆けつけ、彼との交渉の電話に出た。そして暴走の終結後、鳴海歩に自分の知りうる全ての情報を託した。その後も、彼らのバックアップに務めている。
歩と鳴海清隆との戦いに決着がついてからは、ブレード・チルドレンからの相談を受けていた歩と彼らのパイプ役となっていた。
ピンクの長髪をストレートにしている。喫煙者だったが、事態が深刻化してからは悪役っぽく見られることを嫌い、棒キャンディを食べていることが多かった。歩の胸中の思いを知ることで、彼のことを不憫に思い、慰めるように接するが、会話の内容を知らないひよのと火澄には「いちゃついてる」ように見えた。
『スパイラル・アライヴ』での土屋キリエ
清隆の部下となり、清隆とともに行動している。この頃はまだ、清隆の神としての能力を信じきってはいないようである。

### セイバー
ブレード・チルドレンを保護するための組織
今里（いまざと）
声 - 野島裕史
月臣学園の教師。元々は「ハンター」だったが、ある時を境に「セイバー」についた。歩に希望を見出し、ブレード・チルドレンに関する情報を託そうとするが、理緒によって殺害された。なお、殺害される方法が原作とアニメとでは異なる。

## 小説版のみの登場人物
桜崎 緋芽子（さくらざき ひめこ）
『ソードマスターの犯罪』に登場。私立月臣学園高等部1年の女子高生。兄・健吾の仇としてキリコを敵対しており、彼女（とひよの）が原因で歩は事件に巻き込まれることになる。
黒峰 キリコ（くろみね キリコ）
『ソードマスターの犯罪』に登場。理詰めの剣で相手を倒す圧倒的な強さから「氷の剣鬼」の異名を持つ日本有数の強さを誇る剣道家。爬虫類じみた雰囲気を持ち、ほとんど人が寄り付かず、人望もない。
桜崎健吾殺害事件の重要参考人として警察の取調べを受けたが、証拠不十分として釈放されている。
桜崎 健吾（さくらざき けんご）
『ソードマスターの犯罪』に登場。緋芽子の兄ですでに故人となっている。キリコと並んで日本の剣道の双璧と言われた剣道家。熱くなりやすいが明るく優しい性格で人望もあり、キリコが「殺人剣」と称されるのに対して「活人剣」と称される剣道をする。
物語の数ヶ月前、道場の跡取りを決める試合でキリコに打ち勝つが、数日後に胸を金属製の杭のような物で打たれて座席に縫い付けられ、さらに車ごとガソリンで燃やされた変死体で発見されている。
千原 初美（ちはら はつみ）
『ソードマスターの犯罪』に登場。健吾の婚約者で陣八の孫娘。
千原 陣八（ちはら じんぱち）
『ソードマスターの犯罪』に登場。物語開始の少し前に胃癌により故人となっている。日本に残る最後の武人といわれ、剣道の権威である千原道場の師範。
キリコ、健吾双方の師であり、病死する前にどちらか強いほうに道場を継がせようと試合を行っている。
牧野 千影（まきの ちかげ）
『鋼鉄番長の密室』に登場。私立月臣学園高等部3年の女子高生。深夜に遠くのコンビニで牛乳を買った歩と、公園でバレエを踊っている時に出会い、「バカで粗末にする知恵もなさそう」ということで鋼鉄番長のシンボル『鋼鉄バッヂ』を押し付け、歩が事件に巻き込まれることになる。
歩曰く「恐ろしく捻くれた性格」をしており、本人も自覚がある。が、図星を突かれると適当に誤魔化せないなど、どこか抜けた性格をしている。ある理由により『鋼鉄番長』に深い思い入れがあり、番長達の戦いの歴史が書かれた本『番長の王国』も熟読しており、鋼鉄番長が死んだ事件を探っている。
荒木 三郎太（あらき さぶろうた）
『鋼鉄番長の密室』に登場。四十年以上前にある廃屋で、密室の状態で遺書を遺して青酸カリにより故人となっており、彼が死んだ事件を中心に物語は進む。『鋼鉄バッヂ』の製作者兼本来の持ち主。
『鋼鉄番長』の異名を持つ、身長190センチ以上、体重100キロ以上の巨躯を持つ16歳。太い眉毛に狛犬のような顔をした男らしい外見をしている。死亡当時左右田工業の高校1年生だった。養父の元アメリカ陸軍中佐、グレゴリー・マクドナルドさんから習ったアメリカ陸軍流格闘術の使い手であり、50人以上の敵を5分で倒す強さを誇る。
番長冷戦時代、彼が左右田工業で番長となり独立したことが、全国の高校と学生を三分する後の番長三国志時代を引き起こし、全国規模の大戦となりかけたが、彼が自殺したことで二大番長は戦う理由を無くし、破滅的な戦いは避けられた、と語り継がれている。
相沢 竜馬（あいざわ りょうま）
『鋼鉄番長の密室』に登場。40年以上前の学生当時、小酒井商業の高校三年生で銀玉鉄砲『ハヤブサ』を所持していたことから『ピストル番長』の異名を持ち、全国に名を轟かす三大番長の1人として戦った。当時は背が低くはあったがハンサムで頭脳明晰とされる。現在は国際的なジャーナリストになっている。
喧嘩に飛び道具や情報戦などを取り入れた戦いとカリスマで、腐敗していた小酒井商業に平和を取り戻すが、腐敗した他校の生徒に助けを求められ、その声を無視せずに助けていった結果、全国を二分するほどの巨大な組織となってしまい、破滅的な最終決戦を起こしかけたが、鋼鉄番長の死により回避し、番長が一個の学校を治める古き良き時代への移行を稲葉弘志に託した。
京谷 淑子（きょうや としこ）
『鋼鉄番長の密室』に登場。40年以上前の学生当時、一番ヶ瀬高校三年生で『鷹の杖』とマントを所持していたことから『魔法番長』の異名を持ち、全国に名を轟かす三大番長の1人として戦った。当時は背は低い物の美人で、棒状の武器を持てばそこらの男には負けない薙刀の達人。現在は政治家となっている。
ピストル番長同様、喧嘩に飛び道具や情報戦などを取り入れ、さらに女性にも武器を持たせて戦っていた。腐敗した一番ヶ瀬高校に平和を取り戻すが、腐敗した他校の女性生徒に助けを求められ、その声を無視せずに助けていった結果、全国を二分するほどの巨大な組織となってしまい、破滅的な最終決戦を起こしかけたが、鋼鉄番長の死により回避し、番長が一個の学校を治める古き良き時代への移行を稲葉弘志に託した。
稲葉 弘志（いなば ひろし）
『鋼鉄番長の密室』に登場。40年以上前の学生当時、左右田工業だった彼は、年上ながら『鋼鉄番長』の一番の舎弟であり、親友であり、右腕だった。
鋼鉄番長の死後、三大番長の後釜を狙う不穏分子を倒し、番長が一個の学校を治める古き良き時代への移行に尽力し、その功績と信奉から全国統一を成し遂げた唯一の番長ともされ、『星影番長』の異名を持つ。
永森 新吾（ながもり しんご）
『鋼鉄番長の密室』に登場。軍刀を腰にぶら下げていた（刃は落としていたが）ことから『抜刀番長』の異名を持つ。
彼自身は白血病で高校一年の時に死亡したため、後の番長時代とは直接関わらないが、日本有数のフィクサーの父親を持ち、親の権力と財力を盾に、全国の高校と番長を傘下に納め支配し、後の番長達の戦いが全国規模になるきっかけを作った。
柚森 史緒（ゆずもり ふみお）
『エリアス・ザウエルの人喰いピアノ』に登場。聖ラファエル女学園の一年生。歩とは小学生の頃、ピアノ教室で一緒だった。彼女のトラウマが元で、歩が事件に巻き込まれた。
柚森 珠喜（ゆずもり たまき）
『エリアス・ザウエルの人喰いピアノ』に登場。史緒とは血の繋がりの無い祖母。柚森を深く恨みながら、もっとも柚森を繁栄させたとされ、通称『女怪』。